# Gilbert Charles-Picard
Pour les articles homonymes, voir Picard (homonymie) et Gilbert Picard.
Gilbert Picard, dit Gilbert Charles-Picard, né le 15 octobre 1913 à Nercillac et mort le 21 décembre 1998 à Versailles, est un historien et archéologue français spécialiste de l'Afrique du Nord punique et romaine.

## Biographie
Il était le fils de Charles Picard (1883-1965), helléniste. Il était par ailleurs l'époux de Colette Picard, également historienne de l'Antiquité et conservatrice du site de Carthage, et le père d'Olivier Picard, helléniste qui a été directeur de l'École française d'Athènes et est membre de l'Institut.
Membre de l'école française de Rome à partir de 1938, il est envoyé par son directeur Jérôme Carcopino fouiller le site de Castellum Dimmidi en Algérie. Il est ensuite nommé en 1942 directeur par intérim de la Direction des Antiquités de Tunisie, poste dont il devient titulaire en 1946. Il impulse l'exploration archéologue de nombreux sites puniques et romains de Tunisie, et se consacre plus particulièrement à celui de Makthar. Simultanément, il enseigne l'histoire ancienne à l'Institut des Hautes Études de Tunis.
En 1954, il soutient une thèse d'État à la Sorbonne, sur les trophées romains, accompagnée d'une thèse complémentaires sur ses fouilles à Makthar. Il quitte la Tunisie en 1956, pour un poste de professeur d'Histoire romaine à la faculté de Lettres de Strasbourg, puis il occupe en 1959 la chaire d'archéologie romaine à l'Institut d'art et d'archéologie de la Sorbonne, département qu'il dirige pendant près de vingt ans.
Il mène des chantiers de fouilles en France à partir de 1967 à Argenton-sur-Creuse, l'antique Argentomagus, tout en continuant des missions archéologiques en Tunisie, à Carthage et à Makthar.

## Publications
Gilbert Picard crée en 1950 la revue Karthago pour publier les résultats de fouilles de la mission archéologique française de Tunisie, prend part au développement de la revue Archéologia et est un temps directeur adjoint de la Revue archéologique. 
Il est l'auteur en collaboration avec son épouse Colette de plusieurs ouvrages sur l'Afrique romaine, parmi lesquels :
- Les Trophées romains, Paris, E. de Boccard, 1957

- Prix Thorlet 1958 de l'Académie des inscriptions et belles-lettres
- La vie quotidienne à Carthage au temps d'Hannibal, IIIe siècle av. J.-C., Hachette 1958, réédité en 1982,  (ISBN 2010089707)
- La civilisation de l'Afrique romaine, Plon, 1959, mise à jour en 1990
- Hannibal, Hachette, 1967
- The Life and Death of Carthage: A survey of Punic history and culture from its birth to the final tragedy, 1968
- Vie et mort de Carthage, Paris, Hachette, 1970 - Prix Halphen de l’Académie française
- L'ascension d'une dynastie gauloise : la gloire des Sedatii, Perrin, 1990  (ISBN 2262007462)